# Równanie Tafela
Równanie Tafela – równanie opisujące zależność szybkości reakcji elektrochemicznej od nadpotencjału elektrody. Równanie to zostało najpierw ustalone eksperymentalnie, a dopiero później uzasadnione teoretyczne. Nazwa pochodzi od chemika Juliusa Tafela (1862–1918).
Dla pojedynczej elektrody równanie Tafela można wyrazić jako:
{\displaystyle \Delta V=A\ln \left({\frac {i}{i_{0}}}\right),}
gdzie:
{\displaystyle \Delta V} – nadpotencjał, [V],
{\displaystyle A} – nachylenie „linii Tafela”, [V],
{\displaystyle i} – gęstość prądu elektrodowego, [A/m²],
{\displaystyle i_{0}} – gęstość prądu wymiany na elektrodzie, [A/m²].
Nachylenie linii Tafela jest ustalane eksperymentalnie na podstawie następującej zależności:
{\displaystyle A={\frac {kT}{e\alpha }},}
gdzie:
{\displaystyle k} – stała Boltzmanna,
{\displaystyle T} – temperatura bezwzględna,
{\displaystyle e} – ładunek elektronu,
{\displaystyle \alpha } – stała zwana „współczynnikiem wymiany ładunku” albo „symetrii” reakcji elektrodowej.

## Forma alternatywna
Równanie Tafela można alternatywnie wyrazić jako:
{\displaystyle i=nFk\exp \left(\pm \alpha F{\frac {\Delta V}{RT}}\right),}
gdzie:
dodatni znak w eksponensie jest dla reakcji anodowych, a ujemny dla katodowych,
{\displaystyle n} – liczba elektronów biorących udział w reakcji elektrodowej,
{\displaystyle k} – stała szybkości reakcji elektrodowej,
{\displaystyle R} – stała gazowa,
{\displaystyle F} – stała Faradaya.

## Zastosowanie
Równanie Tafela zakłada, że szybkość reakcji odwrotnej jest mała w porównaniu z szybkością reakcji wprost.
Równanie Tafela jest stosowalne dla wysokich nadpotencjałów. Dla niskich nadpotencjałów prąd jest zazwyczaj zależny liniowo (a nie eksponencjalnie) od polaryzacji:
{\displaystyle i=i_{0}{\frac {nF}{RT}}\Delta V.}